# Ferdinando Brandani
Le portrait dit de Ferdinando Brandani (ou de son nom antérieur le Barbier du Pape, Retrato de hombre, el llamado barbero del Papa) est une huile sur toile de Diego Vélasquez peinte en 1650 et conservée au musée du Prado après avoir appartenu longtemps à une collection particulière américaine.

## Histoire
Jusqu'à son identification par l'historienne Francesca Curti, on considérait que la toile représente un personnage de la cour papale d'Innocent X qui était initialement identifié avec un bouffon mais qui postérieurement a été interprété comme le barbier du Pape. Les vêtements brillants appuient cette hypothèse, le col simple n'est pas typique d'un cardinal ou d'une personne de pouvoir dans le clergé. Antonio Palomino, biographe de Vélasquez, nota que ce portrait fut réalisé durant le séjour du peintre à Rome « à Michel Angelo Augurio, barbier de Sa Sainteté », raison pour laquelle on suppose qu'il s'agit du portrait d'Augurio, bien que, par prudence, les critiques ne lui donnent pas ce titre. Aujourd'hui, nous savons qu'il s'agissait en fait de Ferdinando Brandani, qui travaillait comme haut fonctionnaire au secrétariat du Pape.
La toile est détenue dans des collections privées durant plus de 200 ans, jusqu'à ce qu'en 1909, elle fût exposée au grand public au Royaume-Uni. Elle est conservée dans une maison de campagne. Elle est authentifiée comme étant un original de Vélasquez par l'expert August L. Mayer en 1936, et passe dans la famille du galeriste et marchand d'art réputé Georges Wildenstein qui garde l'œuvre durant plusieurs décennies avant de la vendre au gouvernement espagnol pour 23 millions d'euros.
L’authenticité de la toile n'est pas mise en doute ; elle fut incluse dans l'exposition d'anthologie de Vélasquez au Prado en 1990, de nombreuses années avant son acquisition. Malgré son prix élevé, cet achat de la part du Prado était justifié. Le musée madrilène ne possédait jusqu'alors aucune toile du second séjour romain du peintre. Les autres toiles de cette époque sont conservées en Italie, au Royaume-Uni et aux États-Unis.